# クルト・プリューファー
クルト・プリューファー（独語：Kurt Prüfer、1891年 – 1952年）は、ドイツのエンジニア。
工場設備メーカーであるトップフ・ウント・ゼーネ社に勤務。火葬に使用する焼却炉の建設を専門としており、アウシュヴィッツ＝ビルケナウ強制収容所に設置されていた、人間の死体を効率的に燃やす焼却炉を設計した。

## 生涯
クルト・プリューファーは1891年にドイツの町、エアフルトで出生した。兄弟が13人おり、父親が機関士のため労働者階級であった。
中等教育を終えると、彼は建築現場で働き始めた。3年後、建築の技術を向上させるため、エアフルトの専門学校に入学し、6年間勉強。
20歳で工場設備メーカーである「トップフ・ウント・ゼーネ」に入社した。しかし23歳の時、第一次世界大戦が開戦されたため、徴兵された。
除隊後、29歳になったプリューファーは「トップフ・ウント・ゼーネ」に戻り焼却技術部門に配属され、火葬設備の設計を担当した。
その後、世界恐慌により会社が不況になり、その時40代であったプリューファーは解雇を言い渡された。しかしナチスが政権を掌握し、失業対策を行ったことで解雇を免れた
1933年４月彼はナチ党に入党し、収容所の遺体専用の焼却炉の設計を担当した。彼は収容所を閉鎖するまで、効率的に遺体を処理できる焼却炉を追求。
1945年5月7日ドイツ降伏。翌年、プリューファーはナチスに協力したとして逮捕された。57歳の時、有罪が確定し25年の強制労働を課せられた。
1952年脳卒中によりクルト・プリューファーは61歳で生涯を終えた。